# Croazia Centrale
La Croazia centrale (croato: Središnja Hrvatska) è una regione geografica della Croazia, che abbraccia il territorio intorno a Zagabria. Confina a est con la Slavonia e a ovest con la Croazia montana. La regione non ha una definizione ufficiale, i suoi confini sono indicati in modo diverso a seconda della fonte. Dal ripristino delle Regioni della Croazia, la Croazia centrale può essere descritta come l'area della capitale, Zagabria, e le otto regioni circostanti la città. La Croazia centrale è l'area economica più importante del paese, contribuendo al 54,5% del prodotto interno lordo. La città di Zagabria ha la più grande popolazione ed è il centro economico della regione e dell'intero paese.
La Croazia centrale si compone di diverse microregioni: Međimurje, Podravina, Posavina, Kordun, Banovina, Prigorje, Turopolje, Moslavina e Žumberak. La regione copre 19.403 chilometri quadrati e ha una popolazione di 2.071.092 abitanti. La Croazia centrale si trova a cavallo del confine tra le Alpi Dinariche e il bacino della Pannonia. Il limite di queste due unità geomorfologiche va da Žumberak a Banovina, lungo il fiume Sava. La zona Alpi Dinariche, a sud del confine, è caratterizzata da topografia carsica, mentre la Pannonia, in particolare nelle valli dei fiumi Sava, Drava e Kupa, presenta territori pianeggianti intervallati da colline e montagne. Le montagne più alte sono Žumberak, Ivanšćica e Medvednica. La regione fa parte del bacino idrografico del Mar Nero e comprende la maggior parte dei grandi fiumi che scorrono in Croazia.
I confini della regione sono stati modellati a partire dal XV secolo dalle perdite di territorio durante il Medioevo da Regno di Croazia in favore della Repubblica di Venezia prima e dalla conquista ottomana dopo. In effetti, la Croazia centrale corrisponde vagamente a quello che fu definito reliquiae reliquiarum olim et magni inclyti regni Croatiae (le reliquie delle reliquie del Regno già grande e glorioso della Croazia) e dal successivo Regno di Croazia nell'ambito dell'impero asburgico. Nella regione si trovano la maggior parte dei 180 castelli e manieri della Croazia, restaurati o preservati dal tempo. Varaždin e Zagabria occupano posti di rilievo in termini di cultura tra le città della regione.

## Geografia

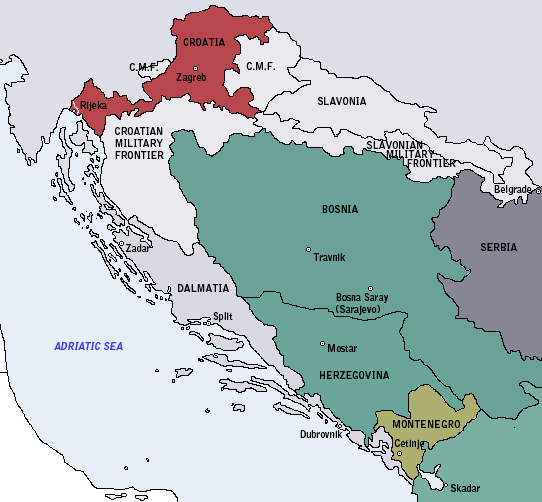
Regno di Croazia nel 1868

| Regione                              | Capoluogo  | Area (km²) | Popolazione |
| ------------------------------------ | ---------- | ---------- | ----------- |
| Bjelovar e Bilogora                  | Bjelovar   | 2,640      | 119,743     |
| Karlovac                             | Karlovac   | 3,626      | 128,749     |
| Koprivnica                           | Koprivnica | 1,748      | 115,582     |
| Krapina                              | Krapina    | 1,229      | 133,064     |
| Međimurje                            | Čakovec    | 729        | 114,414     |
| Sisak                                | Sisak      | 4,468      | 172,977     |
| Varaždin                             | Varaždin   | 1,262      | 176,046     |
| Zagabria                             | Zagabria   | 3,060      | 317,642     |
| Città di Zagabria                    | Zagabria   | 641        | 792,875     |
| TOTALE:                              | TOTALE:    | 19,403     | 2,071,092   |
| Fonte: Istituto croato di Statistica |            |            |             |

| Montagne più alte della Croazia centrale | Montagne più alte della Croazia centrale | Montagne più alte della Croazia centrale | Montagne più alte della Croazia centrale |
| Montagna                                 | Picco                                    | Elevazione                               | Coordinate                               |
| ---------------------------------------- | ---------------------------------------- | ---------------------------------------- | ---------------------------------------- |
| Žumberak                                 | Sveta Gera                               | 1181 m                                   | 45°47′N 15°23′E                          |
| Ivanšćica                                | Ivanšćica                                | 1059 m                                   | 46°11′N 16°06′E                          |
| Medvednica                               | Sljeme                                   | 1035 m                                   | 45°55′N 15°58′E                          |
| Samoborska gora                          | Japetić                                  | 879 m                                    | 45°48′N 15°41′E                          |
| Strahinščica                             | Strahinščica                             | 846 m                                    | 46°11′N 15°54′E                          |
| Plešivica                                | Plešivica                                | 777 m                                    | 45°44′N 15°40′E                          |
| Ravna gora (Trakošćan)                   | Ravna gora                               | 686 m                                    | 46°16′N 15°59′E                          |
| Kalničko gorje                           | Kalnik                                   | 642 m                                    | 46°08′N 16°28′E                          |
| Zrinska gora                             | Piramida                                 | 616 m                                    | 45°11′N 16°14′E                          |
| Vodenica                                 | Vodenica                                 | 537 m                                    | 45°36′N 15°25′E                          |
| Petrova gora                             | Veliki Petrovac                          | 512 m                                    | 45°14′N 15°48′E                          |

| Contea                                            | PIL          | PIL                  | PIL pro capite | PIL pro capite       |
| Contea                                            | milioni di € | Indice (Croatia=100) | €              | Indice (Croatia=100) |
| ------------------------------------------------- | ------------ | -------------------- | -------------- | -------------------- |
| Bjelovar-Bilogora                                 | 1,037        | 2.2                  | 8,255          | 77.3                 |
| Karlovac                                          | 1,127        | 2.4                  | 8,451          | 79.1                 |
| Koprivnica-Križevci                               | 1,169        | 2.5                  | 9,730          | 91.1                 |
| Krapina-Zagorje                                   | 1,011        | 2.1                  | 7,377          | 69.1                 |
| Međimurje                                         | 1,057        | 2.2                  | 8,960          | 83.9                 |
| Sisak-Moslavina                                   | 1,470        | 3.1                  | 8,432          | 78.9                 |
| Varaždin                                          | 1,700        | 3.6                  | 9,404          | 88.0                 |
| Zagabria campagna                                 | 2,627        | 5.5                  | 8,036          | 75.2                 |
| Zagabria città                                    | 14,622       | 30.9                 | 18,554         | 173.7                |
| TOTAL:                                            | 25,819       | 54.5                 | 12,446         | 116.7                |
| Source: Croatian Bureau of Statistics (2008 data) |              |                      |                |                      |